# 9 julistadion
Het 9 Julistadion (Stadium Misratah) is een multifunctioneel stadion in Misratah, Libië. Het wordt vooral gebruikt voor voetbalwedstrijden. Het nationale elftal van Libië maakte gebruik van dit stadion voor het spelen van hun internationale thuiswedstrijden. De voetbalclub Asswehly SC maakt gebruik van dit stadion. In het stadion is plaats voor 10.000 toeschouwers.